# Garibaldo Nizzola
Garibaldo Nizzola (* 3. Dezember 1927 in Genua; † 26. Dezember 2012 ebda.) war ein italienischer Ringer. Er wurde 1951 Vize-Weltmeister im freien Stil im Leichtgewicht.

## Werdegang
„Baldo“ Nizzola war der Sohn von Marcello Nizzola, der 1932 eine Silbermedaille im Ringen im griechisch-römischen Stil gewonnen hatte. Baldo Nizzola begann unter der Anleitung seines Vaters als Jugendlicher ebenfalls mit dem Ringen. Im Gegensatz zu seinem Vater betätigte er sich allerdings im freien Stil. Er gehörte dem Athletik-Club Genua (Club Atlético Genovese) an. Bei einer Größe von 1,65 Metern rang er meist im Leichtgewicht, der Gewichtsklasse, die damals ihr Limit bei 67 kg hatte. 1947 überwand er einen schweren Schicksalsschlag, als sein Vater Marcello in Genua ermordet wurde.
Von 1947 bis 1964 startete Baldo Nizzola fast durchgehend bei den italienischen Meisterschaften und gewann, wenn er am Start war, immer den Titel.
Die internationale Laufbahn von Baldo Nizzola begann bei den Olympischen Spielen 1948 in London. Er startete dort im freien Stil im Leichtgewicht. Er siegte in London über Sulo Leppänen, Finnland, Israel Sanches, Kuba, John Cools, Belgien und Kim Suk-Yong, Südkorea, verlor aber in den entscheidenden Kämpfen um die Medaillen gegen Celal Atik aus der Türkei und Hermann Baumann aus der Schweiz. Er belegte damit den 4. Platz.
Den 4. Platz belegte er auch bei der Europameisterschaft 1949 in Istanbul. Im Leichtgewicht verlor er dort gegen Sayed Kandil aus Ägypten, besiegte dann Paavo Pihlajamäki aus Finnland und schied nach einer weiteren Niederlage gegen Servet Meric aus der Türkei aus.
1951 wurde Baldo Nizzola in Helsinki Vize-Weltmeister im Leichtgewicht. Er besiegte in Helsinki René Chesneau, Frankreich und Erik Östrand aus Dänemark, verlor dann gegen Wolfgang Ehrl aus der Bundesrepublik Deutschland nach Punkten, besiegte anschließend Sulo Leppänen und İbrahim Zengin aus der Türkei, verlor aber im Finale gegen Olle Anderberg aus Schweden.
Pech hatte Baldo Nizzola bei den Olympischen Spielen 1952 in Helsinki. Er startete dort wieder im Leichtgewicht und besiegte in seinem ersten Kampf Erik Östrand. In seinem zweiten Kampf verlor er gegen Olle Anderberg und verletzte sich dabei so schwer, dass er das Turnier nicht mehr fortsetzen konnte. Er blieb deshalb unplatziert.
In den 1950er-Jahren fanden Ringer-Weltmeisterschaften in den einzelnen Stilarten (griechisch-römischer Stil und freier Stil) von Jahr zu Jahr abwechselnd statt. Weltmeisterschaften im freien Stil waren erst 1954 wieder an der Reihe. Zur Vorbereitung auf diese Weltmeisterschaften, die in Tokio stattfanden, traf die italienische Mannschaft im Juli 1954 in Rom auf Italien. Garibaldo Nizzola unterlag dabei im Leichtgewicht wieder gegen seinen Angstgegner Olle Anderberg nach Punkten. Bei der Weltmeisterschaft in Tokio war er nicht am Start.
1956 fand in Istanbul erstmals ein Welt-Cup statt. Baldo Nizzola startete dort im Leichtgewicht und verlor in seinem ersten Kampf gegen Georgi Zaitahew aus Bulgarien. Im nächsten Kampf besiegte er Gerd Füglein aus der Bundesrepublik Deutschland, verlor aber gegen Alimbeg Bestajew aus der Sowjetunion und kam auf den 6. Platz. Die Olympischen Spiele 1956 fanden im Dezember 1956 in Melbourne statt. Baldo Nizzola vertrat dort wieder die italienischen Farben im Leichtgewicht. Er siegte in Melbourne über L. Pandey aus Indien, Roger Bielle aus Frankreich und Adil Güngör aus der Türkei. Dann verlor er gegen Imam-Ali  Habibi aus dem Iran und schied aus, weil er damit die zulässige Fehlerpunktzahl von 6 erreicht hatte. Er kam auf den 5. Platz.
Bei der Weltmeisterschaft 1957 in Istanbul startete Baldo Nizzola erstmals im Weltergewicht. Er verlor dort gegen İsmail Ogan aus der Türkei, rang dann gegen Hiroshi Kuroda aus Japan unentschieden und verlor gegen Wachtang Balawadse aus der Sowjetunion. Er erreichte damit den 6. Platz.
1958 fand wieder ein Welt-Cup in Sofia statt. Baldo Nizzola rang wieder im Weltergewicht. Es gelang ihm dabei sogar ein Sieg über den amtierenden Weltmeister Wachtang Balawadse. In den entscheidenden Kämpfen um die Medaillen traf er dann auf den Iraner Jahanbacht Tofighe, gegen den er verletzt aufgeben musste. Gegen den späteren Turniersieger İsmail Ogan konnte er deshalb nicht mehr antreten. Er belegte aber einen hervorragenden 3. Platz.
1960 nahm Baldo Nizzola in Rom zum vierten Mal an Olympischen Spielen teil. Er startete dort wieder im Leichtgewicht. Er begann das Turnier mit Siegen über Amir Jan Khalunder, Afghanistan und Horst Bergmann aus Deutschland, rang dann gegen Hayrullah Sahin aus der Türkei unentschieden und besiegte anschließend den Asienmeister Kazuo Abe aus Japan. Danach verlor er gegen Wladimir Sinjawski aus der Sowjetunion, womit er ausschied und wieder ohne Medaille blieb. Sein 6. Platz war aber aller Ehren wert.

## Internationale Erfolge
| Jahr | Platz | Wettbewerb                     | Gewichtsklasse | Ergebnisse |
| 1948 | 4.    | OS in London                   | Leicht         | nach Siegen über Sulo Leppänen, Finnland, Israel Sánchez, Kuba, John Cools, Belgien und Kim Suk-Yong, Südkorea und Niederlagen gegen Celal Atik, Türkei und Hermann Baumann, Schweiz                                               |
| 1949 | 4.    | EM in Istanbul                 | Leicht         | nach einer Niederlage gegen Sayed Kandil, Ägypten, einem Sieg über Paavo Pihlajamäki, Finnland und einer Niederlage gegen Servet Meric, Türkei                                                                                     |
| 1951 | 2.    | Mittelmeerspiele in Alexandria | Leicht         | hinter Tevfik Yüce, Türkei, vor N. Amin, Libanon |
| 1951 | 2.    | WM in Helsinki                 | Leicht         | nach Siegen über René Chesneau, Frankreich und Erik Östrand, Dänemark, einer Niederlage gegen Wolfgang Ehrl, Deutschland, Siegen über Sulo Leppänen und İbrahim Zengin, Türkei und einer Niederlage gegen Olle Anderberg, Schweden |
| 1952 | unpl. | OS in Helsinki                 | Leicht         | nach einem Sieg über Erik östrand und einer Niederlage gegen Olle Anderberg, danach Aufgabe wegen Verletzung |
| 1956 | 6.    | Welt-Cup in Istanbul           | Leicht         | nach einer Niederlage gegen Georgi Zaitehew, Bulgarien, einem Sieg über Gerd Füglein, Deutschland und einer Niederlage gegen Alimbeg Bestajew, UdSSR                                                                               |
| 1956 | 5.    | OS in Melbourne                | Leicht         | nach Siegen über L. Pandey, Indien, Roger Bielle, Frankreich und Adil Güngör, Türkei und einer Niederlage gegen Imam-Ali Habibi, Iran                                                                                              |
| 1957 | 6.    | WM in Istanbul                 | Welter         | nach einer Niederlage gegen İsmail Ogan, Türkei, einem Unentschieden gegen Hiroshi Kuroda, Japan und einer Niederlage gegen Wachtang Balawadse, UdSSR                                                                              |
| 1958 | 3.    | Welt-Cup in Sofia              | Welter         | hinter İsmail Ogan und Jahanbacht Tofighe, Iran, vor Rolf Rook, DDR, Takeda, Japan und Miroslaw Zewczyk, Polen (in den Vorkämpfen besiegte Garibaldo Nizzola u. a. den Weltmeister Wachtang Balawadse)                             |
| 1960 | 6.    | OS in Rom                      | Leicht         | nach siegen über Amir Jan Khalunder, Afghanistan und Horst Bergmann, Deutschland, einem Unentschieden gegen Hayrullah Sahin, Türkei, einem Sieg über Kazuo Abe, Japan und einer Niederlage gegen Wladimir Sinjawski, UdSSR         |

Erläuterungen
- alle Kämpfe im freien Stil
- OS = Olympische Spiele, WM = Weltmeisterschaft, EM = Europameisterschaft
- Leichtgewicht, damals bis 67 kg, Weltergewicht bis 73 kg Körpergewicht